# Świat Winx
Świat Winx (ang. World of Winx) – włosko-amerykański spin-off serialu Klub Winx, wyprodukowany przez wytwórnię Rainbow we współpracy z Netflix, opowiadający o przygodach czarodziejek z klubu Winx, które muszą uratować utalentowane dzieci przed tajemniczym Złodziejem Talentów. Jego polska nieoficjalna premiera odbyła się 11 kwietnia 2018, kiedy to Netflix wgrał polską ścieżkę dźwiękową serialu w USA, Wielkiej Brytanii i Izraelu, co spowodowało wyciek informacji i tym samym, polskiego dubbingu. Natomiast jego oficjalna premiera na polskim serwisie, miała miejsce 4 maja 2018 – wyszedł wyłącznie pierwszy sezon.
Pracę nad serialem rozpoczęto już w 2014 roku. Pierwotnie miał mieć swoją premierę w pierwszym kwartale 2016 roku, lecz została ona przesunięta do drugiego półrocza z nieznanych powodów. We wrześniu podczas drugiego światowego zlotu fanów Winx w Lignano Sabbiadoro, twórcy powiedzieli, że serial zadebiutuje tego roku, lecz potrzebują czasu, ponieważ wciąż go ulepszają. 25 października 2016 roku Rainbow S.r.l. potwierdziło, że 28 października zostanie wydany oficjalny zwiastun serialu w serwisie YouTube, a międzynarodowa premiera serialu odbędzie się 4 listopada na platformie Netflix. Dubbing oraz napisy planowo miało otrzymać 16 krajów z całego świata – w tym Polska. Oficjalnie 4 listopada zadebiutował serial oraz jego 14 wersji językowych. 1 lipca 2019 roku pojawią się nowe odcinki na kanale TeleTOON+.

## Fabuła

### Pierwsza seria
Klub Winx pod przykrywką prowadzi tajną misję na Ziemi, w celu złapania Złodzieja Talentów, który porywa młode utalentowane dzieci. Czarodziejki zostają gwiazdami programu rozrywkowego „Wow!”, prowadzącego przez żywiołowego Ace’a, w którym przedstawione jest ich codzienne życie. Program łączy w sobie również pokaz talentów, na końcu którego dwuosobowe jury wybiera zwycięzcę. Dzięki temu utalentowane dzieciaki i nastolatkowie mogą spełniać swoje marzenia – śpiewanie, taniec, sztuki walki i inne. Pierwszym znalezionym do programu talentem zostaje młoda kelnerka Annabelle obdarzona anielskim głosem. Jej jako pierwszej Winx postanawiają pomóc spełnić swoje marzenie. Winx odkrywają, że wraz ze spełnianiem marzeń innych, budzą się ich nowe moce oraz zostają obdarzone unikalną transformacją – Dreamix. Annabelle zostaje porwana na tajemniczą wyspę w innym wymiarze. Winx wyruszą w podróż dookoła świata i z pomocą poznanych przyjaciół będą musiały odnaleźć sprawcę, który porywa utalentowane dzieci. Cały czas będą musiały skrywać w tajemnicy, że są czarodziejkami i połączyć polowanie z prowadzeniem programu.

### Druga seria
Czarodziejki Klubu Winx zostaną poproszone o pomoc przez Ducha Świata Marzeń. Tam dowiedzą się, że Jim jest tak naprawdę Kapitanem Hakiem, który polował na Piotrusia Pana. Wyjaśnione zostanie, że Królowa Świata Marzeń, to tak naprawdę Dzwoneczek, która jest zła, ponieważ Piotruś Pan ją zdradził i jej cała dobra magia przeistoczyła się w złą. Nową misją Winx będzie odnalezienie zaginionego syna Piotrusia Pana – Matta oraz ocalenie Nibylandii. By walczyć z nowymi wrogami, Duch Świata Marzeń udoskonali magię Winx i ofiaruje im ulepszoną transformację – Onyrix.

## Bohaterowie
- Bloom
- Stella
- Flora
- Musa
- Tecna
- Layla
- Roxy – młoda czarodziejka zwierząt. Wraz z ojcem prowadzi Muzyczny Bar Frutti, w którym odbywają się niektóre występu z programu „Wow!”. Pomaga Winx w schwytaniu Złodzieja Talentów.
- Ace – prowadzący program rozrywkowy „Wow!”.
- Margot i Cliff – jurorzy programu „Wow!”.
- Evans i Gomez – działający pod przykryciem policjanci badający znikniecie Annabelle.
- Jim – fioletowo włosy mężczyzna, którego Winx na początku biorą za Złodzieja Talentów. Pomaga Bloom w dostaniu się do Zegarmistrza. W ostatnim odcinku okazuje się, że jest to prastary Kapitan Hak, którego Królowa cieni przemieniła w młodego chłopaka. W drugiej serii staje się głównym czarnym charakterem.
- Annabelle – kelnerka, której głos zostaje wychwycony przez Winx. Jako pierwsza w serialu zostaje porwana przez Złodzieja Talnetów.
- Naoki – młody technologiczny geniusz z Nowego Jorku, który zostaje ofiarą krokodyla-potwora.
- Lorelei – blondynka działająca w zastępstwie za zwolnioną Bloom. Uwielbia być w centrum uwagi.
- Królowa Cieni – władczyni świata cieni. Kradnie talenty dzieci, dzięki którym może ich używać. Mówi głosem Annabelle. Tak naprawdę jest to Dzwoneczek.
- Smee – to pomocnik Jima.
- Matt – syn Piotrusia Pana.
- Tygrysia Lilia – jedna z mieszkanek Nibylandii, która opiera się atakom Królowej Cieni.Ma zdolności wieszcze.
- Wendy Darling – bliska przyjaciółka Piotrusia Pana, która przekonała go do opuszczenia Nibylandii. Prowadzi sierociniec w Londynie.
- Sebastian – bogaty kolekcjoner sztuki.
- Venomya – znana pani krytyk, która sabotuje koncerty Winx. W 2 sezonie okazuje się, że jest pochodzącą ze słowiańskich legend Babą Jagą, która zamierza zwołać sabat czarownic i zapełnić świat wiedźmami.

## Międzynarodowe wydanie

### Świat Winx
| Kraj              | Kanał        | Tytuł                        | Premiera             |
| ----------------- | ------------ | ---------------------------- | -------------------- |
| Świat             |              |                              |                      |
| Włochy            | Rai Gulp     | World of Winx                | 28 stycznia 2017     |
| Stany Zjednoczone | Netflix      | World of Winx                | 4 listopada 2016     |
| Polska            | Netflix      | Świat Winx                   | 11 kwietnia 2018     |
| Polska            | Netflix      | Świat Winx                   | 4 maja 2018          |
| Polska            | Puls 2       | Świat Winx                   | 28 maja 2018         |
| Polska            | Teletoon+    | Świat Winx                   | 1 lipca 2019         |
| Niemcy            | Netflix      | Die Welt der Winx            | 4 listopada 2016     |
| Hiszpania         | Netflix      | World of Winx                | 4 listopada 2016     |
| Brazylia          | Netflix      | World of Winx                | 4 listopada 2016     |
| Japonia           | Netflix      | ワールド・オブ・ウィンクス   | 4 listopada 2016     |
| Korea Południowa  | Netflix      | 윙스 월드                    | 4 listopada 2016     |
| Chiny             | Netflix      | 魔法的世界                   | 4 listopada 2016     |
| Francja           | Netflix      | Le Monde des Winx            | 4 listopada 2016     |
| Meksyk            | Netflix      | El Mundo de las Winx         | 4 listopada 2016     |
| Finlandia         | Netflix      | Winxien maailma              | 4 listopada 2016     |
| Dania             | Netflix      | Winx-verden                  | 4 listopada 2016     |
| Szwecja           | Netflix      | Winx-värld                   | 4 listopada 2016     |
| Norwegia          | Netflix      | Winx-werden                  | 4 listopada 2016     |
| Arabia Saudyjska  | Netflix      | عالم ينكس                    | 4 listopada 2016     |
| Turcja            | Planet Çocuk | Winx Dünyası                 | 4 września 2017      |
| Izrael            | Zoom         | Xעולם הווינ                  | 2 kwietnia 2017      |
| Rosja             | Karusel      | Мир Винкс                    | 16 maja 2017         |
| Ukraina           | TET          | Світ Вінкс                   | 14 października 2017 |
| Wietnam           | VTVCab 21    | Thế giới Của Những Nàng Tiên | 3 listopada 2017     |
| Czechy            | TUTY         | World of Winx (Svět Winx)    | 18 marca 2018        |

## Wersja polska
Wersja polska: BTI STUDIOS

Reżyseria:
- Maria Brzostyńska (odc. 1-13),
- Zuzanna Galia (odc. 14-26)

Tłumaczenie i dialogi: Monika Bączkowska

Dźwięk:
- Aleksander Shaida (dialogi),
- Dariusz Stanek (piosenki)

Montaż: Magdalena Waliszewska (odc. 1-13)

Kierownictwo muzyczne: Piotr Gogol

Kierownictwo produkcji: Katarzyna Joanna Zawidzka

Wystąpili:
- Marta Czarkowska – Bloom
- Magdalena Wasylik – Flora
- Antonina Kozłowicz – Stella
- Dorota Furtak-Masica – Aisha
- Zuzanna Galia –
  - Annabelle,
  - Królowa (z głosem Annabelle),
  - Madelyn (odc. 9)
- Marta Dylewska – Tecna
- Joanna Kudelska – Musa
- Marta Dobecka –
  - Roxy,
  - Sophie (odc. 5-6, 13)
- Maksymilian Bogumił –
  - Gomez,
  - tata Madelyn (odc. 9),
  - epizody
- Justyna Kowalska – Evans
- Maciej Dybowski – Cliff
- Maciej Kowalik – Ace
- Leszek Filipowicz –
  - Szaman,
  - Tony (odc. 7),
  - zegarmistrz (odc. 11-12)
- Maksymilian Michasiów – Smee
- Ewa Serwa –
  - Margot,
  - mama Madelyn (odc. 9),
  - Królowa (odc. 14)
- Beniamin Lewandowski – Naoki (odc. 3-4)
- Adam Pluciński – Vincenzo (odc. 7, 13)
- Kim Grygierzec – Lorelei (odc. 7-10)
- Anna Gajewska –
  - Wendy Darling (odc. 14),
  - Vertigo (odc. 15)
- Agata Paszkowska – Tygrysia Lilia (odc. 21, 23-25)
- Misheel Jargalsajkhan – Yu
- Paulina Raczyło –
  - Louise,
  - Venomya / Baba Jaga,
  - Nadine,
  - Syrena z fioletowymi włosami
- Karol Gajos
- Maciej Kosmala

i inni
Wykonanie piosenek:
- „Klub Winx – Iskierki światła”: Magdalena Tul (czołówka)
- „Wspaniały świat Winx”: Anna Ozner (tyłówka)
- „Dreamix”: Magdalena Tul (seria I)
- „Oto ja”: Zofia Nowakowska (odc. 1)
- „Ofiara nowych mód”: Katarzyna Owczarz, Piotr Gogol (odc. 5)
- „Od zawsze skrzydła mamy”: Magdalena Tul (odc. 6)
- „Niech zabawa trwa”: Zofia Nowakowska (odc. 10)
- „Onyrix”: Magdalena Tul (seria II)

Lektor tytułów: Zuzanna Galia

## Lista odcinków
| Seria | Seria | Odcinki | Oryginalna emisja | Oryginalna emisja | Oryginalna emisja | Oryginalna emisja | Oryginalna emisja | Oryginalna emisja | Oryginalna emisja | Oryginalna emisja |
| Seria | Seria | Odcinki | Oryginalna emisja | Oryginalna emisja | Netflix           | Netflix           | Puls 2            | Puls 2            | Teletoon+         | Teletoon+         |
| Seria | Seria | Odcinki | Premiera serii    | Finał serii       | Premiera serii    | Finał serii       | Premiera serii    | Finał serii       | Premiera serii    | Finał serii       |
| ----- | ----- | ------- | ----------------- | ----------------- | ----------------- | ----------------- | ----------------- | ----------------- | ----------------- | ----------------- |
|       | 1     | 13      | 4 listopada 2016  | 4 listopada 2016  | 4 maja 2018       | 4 maja 2018       | 28 maja 2018      | 13 czerwca 2018   | 1 lipca 2019      | 17 lipca 2019     |
|       | 2     | 13      | 16 czerwca 2017   | 16 czerwca 2017   | 15 grudnia 2018   | 15 grudnia 2018   | niewyemitowany    | niewyemitowany    | 18 lipca 2019     | 5 sierpnia 2019   |

### Seria 1
| 1 | The Talent Thief                | Złodziej Talentów            | 4 listopada 2016 | 4 maja 2018 |
| Ktoś porywa utalentowanych nastolatków! Czarodziejki z klubu Winx bezskutecznie próbują go dopaść i wybierają kelnerkę Annabelle jako pierwszą uczestniczkę swojego show. |                                 |                              |                  |             |
| 2 | New Powers                      | Nowe moce                    | 4 listopada 2016 | 4 maja 2018 |
| Bloom śni, że widzi Annabelle uwięzioną w magicznym lesie, więc razem z Tecną i Florą pozorują chorobę, a następnie odtwarzają ostatnie chwile piosenkarki.               |                                 |                              |                  |             |
| 3 | The Legend of the Crocodile Man | Legenda o krokodylu-potworze | 4 listopada 2016 | 4 maja 2018 |
| Czarodziejki Winx zostają wyrzucone z lasu i chcą zaopiekować się młodszymi talentami – poczynając od Naokiego z Nowego Jorku, którego prześladuje krokodyl-potwór.       |                                 |                              |                  |             |
| 4 | The Monster Under the City      | Potwór w kanałach            | 4 listopada 2016 | 4 maja 2018 |
| Naoki oszukuje kamery, a następnie zostaje przynętą dla okropnego krokodyla. Dzięki temu czarodziejki Winx mogą stawić czoła bestii w kanałach.                           |                                 |                              |                  |             |
| 5 | Stylist Wanted                  | Stylistka potrzebna od zaraz | 4 listopada 2016 | 4 maja 2018 |
| Czarodziejki Winx wiedzą, gdzie znajduje się krokodyl-potwór. Udają się do Paryża, aby zapobiec porwaniu młodej i utalentowanej projektantki.                             |                                 |                              |                  |             |
| 6 | The Fashion Week                | Tydzień mody                 | 4 listopada 2016 | 4 maja 2018 |
| Ace obawia się o losy programu, a prawdziwa Sophie marnieje w świecie marzeń. Czarodziejki Winx wpadają na pokaz mody aby odszukać kogoś, kto się pod nią podszywa.       |                                 |                              |                  |             |
| 7 | The Chef Contest                | Konkurs kulinarny            | 4 listopada 2016 | 4 maja 2018 |
| Bloom udaje się do mieszkania Annabelle, aby zbadać sprawę tajemniczego zegarka. Tymczasem jej następczyni, Lorelei, stara się spoufalić z pozostałymi czarodziejkami.    |                                 |                              |                  |             |
| 8 | The Shaman                      | Szaman                       | 4 listopada 2016 | 4 maja 2018 |
| Bloom jest przesłuchiwana przez policję w sprawie Annabelle i naradza się z Roxy w kwestii zegarka. Winx udają się do Chin, aby znaleźć Yu – młodą mistrzynie kung-fu.    |                                 |                              |                  |             |
| 9 | Shattered Dreams                | Utracone marzenia            | 4 listopada 2016 | 4 maja 2018 |
| Czarodziejki zmuszają szamana do ujawnienia, kto stoi za porwaniami, a następnie ruszają do Londynu, aby ocalić młodziutką pianistkę Madelyn.                             |                                 |                              |                  |             |
| 10 | Dangerous Waters                | Niebezpieczne morza          | 4 listopada 2016 | 4 maja 2018 |
| Winx szukają talentów w Kalifornii, a Ace dostaje się pod wpływ złych mocy. Bloom i Roxy udaje się odzyskać zegarek z rąk śledczych.                                      |                                 |                              |                  |             |
| 11 | Shadows on the Snow             | Cienie na śniegu             | 4 listopada 2016 | 4 maja 2018 |
| Tajemniczy chłopak nakłania Bloom do złożenia wizyty w Szwajcarii. Tymczasem kolejną utalentowaną osobą znalezioną przez Winx jest szwajcarska snowboardzistka.           |                                 |                              |                  |             |
| 12 | Watchmaker                      | Zegarmistrz                  | 4 listopada 2016 | 4 maja 2018 |
| W położonych w górach zamku zombie atakują Bloom, Jima i śledczych, a czarodziejki odkrywają, na czym polega prawdziwy talent Silke.                                      |                                 |                              |                  |             |
| 13 | The Fall of the Queen           | Upadek królowej              | 4 listopada 2016 | 4 maja 2018 |
| Właśnie ma się rozpocząć ostatni odcinek show, a Winx są uwięzione w tajemniczym świecie. Bloom i Jim walczą z potworami... i tą, która za nimi stoi.                     |                                 |                              |                  |             |

### Seria 2
| 1 | Neverland                   | Nibylandia                         | 16 czerwca 2017 | 15 grudnia 2018 |
| Po tym, jak wróżki dostają od Ducha Świata Marzeń nową moc, Winx walczą z demonami i dowiadują się prawdy o Jimie.                                                                         |                             |                                    |                 |                 |
| 2 | Peter Pan’s Son             | Syn Piotrusia Pana                 | 16 czerwca 2017 | 15 grudnia 2018 |
| Winx szukają syna Piotrusia Pana w Londynie, ale ich wysiłki utkwią, kiedy Bloom zostanie napadnienta przez swoją nemezis – Vertigo, którą stworzyła Królowa, aby wykorzystać jej słabość. |                             |                                    |                 |                 |
| 3 | The Alligator Man           | Aligator-potwór                    | 16 czerwca 2017 | 15 grudnia 2018 |
| Aby zakończyć misję, zespół Winx się rozdziela: Jedna grupa leci do Świata Marzeń, aby uratować Jima od Krokodyla-potwora, druga poluje na Matta w Paryżu.                                 |                             |                                    |                 |                 |
| 4 | Mermaids on Earth           | Syreny na Ziemi                    | 16 czerwca 2017 | 15 grudnia 2018 |
| Po tym, jak Musa z trudem pokonała swoją potężną nemezis – Banshee, zespół ponownie łączy się w jedną grupę. Muszą stawić czoła trzem syreną, które uciekły ze Świata Marzeń.              |                             |                                    |                 |                 |
| 5 | Fashion School Thrills      | Dreszczyk emocji w szkole mody     | 16 czerwca 2017 | 15 grudnia 2018 |
| Stella spotyka się ze swoją nemezis – Obscurą, podczas szpiegowania Matta w szkole mody. Pozostałe Winx walczą z demonami Królowej, aby uratować piratów.                                  |                             |                                    |                 |                 |
| 6 | The Girl in the Stars       | Dziewczyna w gwiazdach             | 16 czerwca 2017 | 15 grudnia 2018 |
| Musa, Flora i Bloom walczą z potworami i ciemną energię w lesie Królowej, podczas gdy inne Winx ścigają porywacza Matta na dachach Paryża.                                                 |                             |                                    |                 |                 |
| 7 | A Flower in the Snow        | Kwiat w śniegu                     | 16 czerwca 2017 | 15 grudnia 2018 |
| Flora używa swoich mocy, aby znaleźć Matt, który jest w śnieżnej Szwajcarii, nie wiedząc, że Królowa stworzyła jej nemezis – Stoney, która ma ją zniszczyć.                                |                             |                                    |                 |                 |
| 8 | Tiger Lily                  | Tygrysia Lilia                     | 16 czerwca 2017 | 15 grudnia 2018 |
| Pomimo wizji Tygrysa Liliy przez heroicznego Matta, Layla zmaga się z jego szkoleniem na wojownika, które wkrótce zostaje poddany testowi przez potwory Królowej.                          |                             |                                    |                 |                 |
| 9 | A Hero Will Come            | Bohater nadejdzie                  | 16 czerwca 2017 | 15 grudnia 2018 |
| Po bitwie Layli z jej nemezis – Sinką, Winx chcą połączyć Matta i Wendy i poszukać miecza Piotra Pan w domu kolekcjonera sztuki.                                                           |                             |                                    |                 |                 |
| 10 | Technomagic Trap            | Technomagiczna pułapka             | 16 czerwca 2017 | 15 grudnia 2018 |
| Tecna walczy ze swoją nemezis – Virus, w skarbcu sztuki. Następnie, uzbrojony w miecz swojego ojca, Matt przyłącza się do Winx i Jim w Świecie Marzeń.                                     |                             |                                    |                 |                 |
| 11 | Jim’s Revenge               | Zemsta Jima                        | 16 czerwca 2017 | 15 grudnia 2018 |
| Gdy zespół Winx zajmuje się trzęsieniem ziemi na scenie, Jim, Matt i armia piratów próbują pokonać potwory cienia i złamać ścianę Królowej.                                                |                             |                                    |                 |                 |
| 12 | Old Friends and New Enemies | Starzy przyjaciele i nowi wrogowie | 16 czerwca 2017 | 15 grudnia 2018 |
| W obliczu zdrady Jima, Matt próbuje uratować Dzwoneczka od kary śmierci. Na Ziemi została zlikwidowana bitwa wróżek Winx z piracką armią Jima.                                             |                             |                                    |                 |                 |
| 13 | Tinkerbell Is Back          | Powrót Dzwoneczka                  | 16 czerwca 2017 | 15 grudnia 2018 |
| Winx połączyły się z Mattem i Królową w epickim Świecie Marzeń, a następnie odkryły, że Jim ma nową niebiezpieczną twarz...                                                                |                             |                                    |                 |                 |